# ヒロ・マツダ
ヒロ・マツダ（Hiro Matsuda、1937年7月22日 - 1999年11月27日）は、日本のプロレスラー。本名：小島 泰弘（こじま やすひろ）。神奈川県横浜市鶴見区出身。
日本プロレスを経てフリーランサーとなり、アメリカ合衆国で大きな成功を収めた日本人レスラーの一人である。正統派レスリングのスタイルを押し通し、主にベビーフェイスのポジションで活躍、アメリカにおける「日本人レスラー＝ヒール」というイメージを塗り替えた人物とされる。ブッカーやトレーナーとしても活動し、ハルク・ホーガンをはじめ数々のトップレスラーを指導した。

## 来歴
荏原高等学校野球部でエースとして活躍し、卒業後の1957年に日本プロレスに入団するが、1960年に退団。その後ペルーに渡った。この渡航は力道山が相撲部屋の慣習から持ち込んだ上下関係などの不文律や、日本独自の精神論（怪我も根性で治せる、負傷を理由に休む者は根性が無いとみなされる、など）に反発したためといわれている。
ペルーではエルネスト・コジマ（Ernesto Kojima）の名義で活動。その後、メキシコを経てアメリカへ転戦後、コジマ・サイトー（Kojima Saito）、グレート・マツダ（Great Matsuda）、さらにヒロ・マツダ（Hiro Matsuda）とリングネームを変更。この “マツダ” の名は、1880年代の「ソラキチ・マツダ」、1920年代の「マティ・マツダ」というアメリカ本土で活躍した2人の日本人レスラーにあやかったリングネームだった。エルネスト・コジマ時代には、メキシコでエル・サントとも対戦している。アメリカでは本格的なレスリングのテクニックを習得するべくカール・ゴッチに師事し、スネーク・ピット直伝のキャッチ・アズ・キャッチ・キャンを伝授された。自身最大のフィニッシュ技であるジャーマン・スープレックス・ホールドは、この時期にゴッチの指導で身に付けたとされる。
1964年7月11日、主戦場としていたフロリダ州タンパにて、ダニー・ホッジを破りNWA世界ジュニアヘビー級王座を獲得。以降も同王座を巡り、ホッジとは何度となく対戦した。現地では当初はヒールのポジションだったものの、そのレスリング技術を武器に、日系人や日本人はすべて悪党と見なされていた当時のアメリカ南部において、技巧派のベビーフェイスに転じて活躍。タッグでは日系アメリカ人のデューク・ケオムカをパートナーに、1964年から1965年にかけて、スカル・マーフィー&ブルート・バーナードやフレッド・ブラッシー&ターザン・タイラーなどヒールの強豪チームを下し、フロリダ版のNWA世界タッグ王座を再三獲得した。当時のNWA世界ヘビー級王者ルー・テーズにも度々挑戦しており、1964年12月10日のジャクソンビルでの試合では60分時間切れ引き分けの戦績を残した。アメリカ修行中のアントニオ猪木ともタッグを組み、1966年1月にテネシーのNWAミッドアメリカ地区にて、エディ・グラハム&サム・スティムボートからテネシー版のNWA世界タッグ王座を奪取している。
1966年5月、力道山没後の日本プロレスに凱旋帰国を果たし、吉村道明と組んでキラー・カール・コックス&ジョー・カロロを破りアジアタッグ王座を獲得。同年10月、日プロ入団当初から旧知の吉原功が設立した国際プロレスに入団。エース兼ブッカーを務め、翌1967年1月の旗揚げシリーズにはホッジやグラハム、ザ・ケンタッキアンズ（ジェイク・スミス&ルーク・ブラウン）などを招聘し、旗揚げ戦のメインイベントではホッジを相手に60分時間切れ引き分けの名勝負を演じたが、最終的には吉原と決別して同年中に国際プロレスを離脱、再びアメリカへ活動の場を移す。以降、素足の日本人ベビーフェイスとしてNWAのフロリダ地区（CWF）に定着して、デール・ルイス、グレート・メフィスト、レネ・グレイらを破り、同地区のフラッグシップ・タイトルだった南部ヘビー級王座を再三獲得。1972年にはティム・ウッズやボブ・オートンをパートナーに、AWAから参戦してきたニック・ボックウィンクル&レイ・スティーブンスとフロリダ・タッグ王座を争った。
日本には日プロへのスポット出場を経て、1973年から1976年までは全日本プロレスに時折参戦。1975年12月にはオープン選手権に参加、開催中の12月11日に日本武道館で行われた力道山十三回忌追善特別大試合では、国際プロレスのマイティ井上を相手に、同年6月にケン・マンテルから奪取したNWA世界ジュニアヘビー級王座の防衛戦を行っている。
1978年には国際プロレスを退団してフリーとなった剛竜馬をコーチし、7月27日に新日本プロレスの日本武道館大会で行われた藤波辰巳とのWWFジュニアヘビー級選手権試合で剛のセコンドに付いた。同年11月、新日本プロレスが開催したプレ日本選手権に参戦。上田馬之助、マサ斎藤、サンダー杉山、剛らフリーの日本人レスラー達と結成した狼軍団のリーダーとなり、プレ日本選手権で猪木と決勝で戦い敗れた。。翌1979年4月5日には斎藤と組んで坂口征二&ストロング小林から北米タッグ王座を奪取、タイトルをアメリカに持ち帰り、6月15日にロサンゼルスにて坂口&長州力に敗れるまで戴冠した。その後、1982年6月には日本陣営の助っ人となって新日本プロレスに再登場、6人タッグマッチにおいて猪木&藤波ともトリオを組んだ。
現役中よりCWFの役員となってブッカーを務める一方、トレーナーとしてハルク・ホーガン、ポール・オーンドーフ、スコット・ホール、レックス・ルガー、ロン・シモンズなど、後のアメリカン・プロレスを代表するレスラーを多数育成した。日本人レスラーのアメリカ遠征時の世話役も担い、斎藤をはじめ高千穂明久、谷津嘉章、武藤敬司、西村修らの面倒を見た。
CWFを買収したJCPでは、1987年にダスティ・ローデス、ジョニー・ウィーバー、ケビン・サリバンらと対戦。1989年にはJCPの後継団体WCWにおいて、スーツ姿でヒールのマネージャーも演じ、日本の大企業の御曹司という設定のもと、ヤマサキ・コーポレーション（The Yamasaki Corporation）なる悪のユニットを組織。リック・フレアー、バリー・ウインダム、ブッチ・リード、マイケル・ヘイズ、ケンドール・ウインダムなどをマネージメントした。
1990年12月26日、新日本プロレスの浜松大会において、木戸修とのエキシビション・マッチが行われた。試合は木戸が逆さ抑え込みで勝利。これが日本での最後の試合となった。
1999年11月27日、肝臓癌によりフロリダ州タンパの自宅にて死去、62歳没。2018年、WWE殿堂のレガシー部門に迎えられた。

## 追記
- アメリカでの本拠地としていたCWFではベビーフェイスとしての活動期間が長く、1970年代後半にはヨシノ・サト&マサ・サイトーと日本人レスラー同士の抗争を展開[21]。スタジオマッチでは日本語による罵り合いを演じた。
- 1985年、アメリカで放映されて大ヒットしたユニバーサル・ピクチャーズ製作の刑事ドラマ『特捜刑事マイアミ・バイス』に出演した[22]。
- アメリカでは同時代の日系レスラーと同様に、素足で試合に出場していた。そのスタイルは日本でも変わらず、最後の試合となった1990年の木戸修とのエキシビション・マッチでも素足で試合を行った。

## 得意技
- ジャーマン・スープレックス・ホールド（日本人初の使い手とされる[23]）
- アームロック
- フライング・ボディシザース・ドロップ[3]
- コブラツイスト[3]
- アルゼンチン・バックブリーカー[3]
- ジャパニーズ・レッグロール・クラッチ[3]

## 獲得タイトル
ナショナル・レスリング・アライアンス
- NWA世界ジュニアヘビー級王座：2回[6]

NWAトライステート
- NWA USタッグ王座（トライステート版）：1回（w / ドン・ケント）[24]

NWAミッドアメリカ
- NWA世界タッグ王座（ミッドアメリカ版）：1回（w / アントニオ猪木）[9]

チャンピオンシップ・レスリング・フロム・フロリダ
- NWA南部ヘビー級王座（フロリダ版）：5回[11]
- NWA世界タッグ王座（フロリダ版）：5回（w / デューク・ケオムカ×4、ディック・スタインボーン）[7]
- NWAフロリダ・タッグ王座：4回（w / ミズーリ・モーラー×2、ティム・ウッズ、ボブ・オートン）[12]

日本プロレス
- アジアタッグ王座 ：1回（w / 吉村道明）[10]

新日本プロレス
- NWA北米タッグ王座（日本版）：1回（w / マサ斎藤）[15]

WWE
- WWE殿堂（レガシー部門） : 2018年[20]

## 育成選手
- 武藤敬司
- ハルク・ホーガン
- ポール・オーンドーフ
- ボブ・オートン・ジュニア
- ディック・スレーター
- マイク・ジョージ
- マイク・グラハム
- スティーブ・カーン
- ブライアン・ブレアー
- ハーキュリーズ
- スコット・ホール
- レックス・ルガー
- ロン・シモンズ

## 脚註
1. 1 2 3 4  “Hiro Matsuda”.   Wrestlingdata.com. 2016年1月13日閲覧。
2. ↑  “【猪木さん死去】坂口征二戦“黄金コンビ”初のシングル対決ほか／名勝負ベスト30＆番外編”.   日刊スポーツ (2022年10月1日). 2022年12月20日閲覧。
3. 1 2 3 4 5  『THE WRESTLER BEST 100』P212（1981年、日本スポーツ出版社）
4. ↑  高校時代の後輩には、後に日本プロレス入りし、国際プロレスの旗揚げにも同行したマティ鈴木がいた。
5. 1 2 3 4 5 6  『THE WRESTLER BEST 1000』P129（1996年、日本スポーツ出版社）
6. 1 2  “NWA World Junior Heavyweight Title”.   Wrestling-Titles.com. 2016年1月13日閲覧。
7. 1 2  “NWA World Tag Team Title [Florida]”.   Wrestling-Titles.com. 2016年1月13日閲覧。
8. ↑  “CWF at Jacksonville 1964/12/10”.   Wrestlingdata.com. 2016年1月13日閲覧。
9. 1 2  “NWA World Tag Team Title [Mid-America]”.   Wrestling-Titles.com. 2016年1月13日閲覧。
10. 1 2  “All Asia Tag Team Title Title”.   Wrestling-Titles.com. 2016年1月13日閲覧。
11. 1 2  “NWA Southern Heavyweight Title [Florida]”.   Wrestling-Titles.com. 2016年1月13日閲覧。
12. 1 2  “NWA Florida Tag Team Title”.   Wrestling-Titles.com. 2016年1月13日閲覧。
13. ↑  “AJPW 1975 Open Championship”.   Puroresu.com. 2016年1月13日閲覧。
14. ↑  “NJPW 1978 Pre-Japanese Championship Series”.   Puroresu.com. 2016年1月13日閲覧。
15. 1 2  “NWA North American Tag Team Title [Los Angeles / Japan]”.   Wrestling-Titles.com. 2016年1月13日閲覧。
16. ↑  “The NJPW matches fought by Hiro Matsuda in 1982”.   Wrestlingdata.com. 2016年1月13日閲覧。
17. ↑  “The WCW matches fought by Hiro Matsuda in 1987”.   Wrestlingdata.com. 2019年11月23日閲覧。
18. ↑  “Yamasaki Corporation”.   Cagematch.net. 2016年1月13日閲覧。
19. 1 2  “原爆固め名手、ヒロ・マツダ氏死去”.  日刊スポーツ. 2000年2月29日時点のオリジナルよりアーカイブ。2016年1月16日閲覧。
20. 1 2  “Congratulations to the 2018 WWE Hall of Fame Legacy inductees”.   WWE.com. 2018年4月7日閲覧。
21. ↑  “The CWF matches fought by Hiro Matsuda in 1978”.   Wrestlingdata.com. 2022年10月1日閲覧。
22. ↑  https://gramhir.com/explore-hashtag/hiromatsuda
23. ↑  “日本人初のジャーマン・スープレックスの使い手 裸足の男の真実”.   ENCOUNT (2020年10月11日). 2020年11月7日閲覧。
24. ↑  “NWA United States Tag Team Title [Tri-State / Mid-South]”.   Wrestling-Titles.com. 2022年2月15日閲覧。